# テヴラ＝ゼイナ
テヴラ＝ゼイナ（アラビア語: تفرغ زينة）はモーリタニアの都市である。西ヌアクショット州の州都である。